# أوغست أنتوني السينا
أوغست أنتوني السينا جونيور (بالإنجليزية: August Anthony Alsina Jr.)‏ (ولد في 3 سبتمبر 1992؛ في نيو أورلينز) فنان هيب هوب أمريكي. كسب شهرته من خلال أغنيته "آي لوف زيز شيت" مع ترينيداد جيمس.
أصدر ألبوم شهادتي في 15 أبريل 2014.
حقق الفنان أوغست السينا شهرة كبيرة في أوائل العشرينات من عمره، وبالضبط عندما وقع عقده مع شركة الإنتاج تسجيلات ديف جام، وزادت تلك الشهرة بعد أن قام بجولة عالمية مع الأسطورة كريس براون. وفاز بجوائز عديدة، وأيضاّ رُشح لـجائزة غرامي. ونال ألقاب عديدة، أبرزها أفضل فنان جديد لسنة 2014 في حفل توزيع جوائز بي إي تي لعام 2014.

## روابط خارجية
- أوغست أنتوني السينا على موقع ميوزك برينز (الإنجليزية)
- أوغست أنتوني السينا على موقع أول ميوزيك (الإنجليزية)
- أوغست أنتوني السينا على موقع ديسكوغز (الإنجليزية)